# Johil Carvalho
Johil Carvalho é um cineasta brasileiro, residente em Brasília - DF.

## Biografia
Johil Carvalho é diretor, roteirista e produtor de cinema e audiovisual desde 2004. Já conquistou 7 prêmios com suas obras. Dentre eles o prêmio Camara Legislativa de melhor 16mm no 40º Festival de Brasília do Cinema Brasileiro e o Award of Merit no Best Shorts Film Festival, na Califórnia.  

### Vida Acadêmica
- Unb - Universidade de Brasília: Publicidade e Propaganda
- EICTV - Escuela Internacional de Cine y Televisión: Direccion de atores
- Outros: Seminários com Sérgio Penna, José Eduardo Belmonte, Sanford Lieberson e Eliseo Altunaga.

### Outras Atividades
- Colunista de Cinema da revista Evoke.
- Vice-presidente da Associação Brasiliense de Cinema e Vídeo (ABCV) - 2013/2014.
- Coordenador de Comunicação da Associação Brasileira de Documentaristas e Curta-metragistas (ABD Nacional).
- Sócio criador da Muviola Filmes.
- Filme Jeitosinha: seu primeiro longa-metragem, inspirado na obra de Maurício Ricardo terá estréia no 50º Festival de Brasília do Cinema Brasileiro.

## Filmografia
| Ano  | Filme           | Função                         | Gênero             | metragem       |
| ---- | --------------- | ------------------------------ | ------------------ | -------------- |
| 2004 | Reage!          | Diretor, Roteirista e Produtor | Drama/experimental | curta-metragem |
| 2007 | Olhos nos Olhos | Diretor, Roteirista e Produtor | Comédia            | curta-metragem |
| 2009 | Deus-arma       | Diretor, Roteirista e Produtor | Drama              | curta-metragem |
| 2011 | Memoriam        | Diretor, Roteirista e Montador | Documentário       | curta-metragem |
| 2012 | Hereditário     | Diretor e Produtor             | Drama              | curta-metragem |
| 2014 | Flat 1706       | Diretor e Montador             | Comédia            | curta-metragem |
| 2016 | Vesti la Giubba | Diretor                        | Drama              | curta-metragem |
| 2018 | Jeitosinha      | Diretor e Produtor             | Comédia            | longa-metragem |